# 130 mm/40 Model 1919
130mm/40 Model 1919 — 130-миллиметровое корабельное артиллерийское орудие, разработанное и производившееся в Франции. Состояло на вооружении ВМС Франции. Предназначалось для вооружение эскадренных миноносцев и контрминоносцев . Этими орудиями оснащались эсминцы типа «Бурраск» и контрминоносцы типа «Ягуар». Орудие оценивалось как неудачное, поэтому в дальнейшем было создано орудие 130mm/40 Model 1924.

## Конструкция
Орудие 130mm/40 Model 1919 было предложено для вооружения французских эсминцев и контрминоносцев с целью достижения решительного огневого превосходства над эсминцами вероятных противников.
Будучи весьма мощной артиллерийской системой, оно имело совершенно недостаточную для своего тактического назначения скорострельность ввиду применения поршневого затвора. Кроме того, в попытке обеспечить значительную дальнобойность, конструкторы расположили цапфы орудия на высоте 1,5 метра, что делало заряжание весьма трудным делом. Особые трудности расчёты испытывали при малых углах возвышения, когда казенник орудия находился на уровне их плеч.